# Powrót do domu na Przeklętym Wzgórzu
Powrót do domu na Przeklętym Wzgórzu (ang. Return to the House on Haunted Hill) – amerykański horror z 2007 roku w reżyserii Víctora Garcíi. Sequel Domu na Przeklętym Wzgórzu (1999) Williama Malone'a. Zdjęcia do filmu powstały w Bułgarii.

## Zarys fabuły
Sara Wolfe, bohaterka poprzedniej części filmu, zostaje znaleziona martwa. Wkrótce porwana zostaje jej siostra, Ariel, oraz fotograf Paul. Para została uprowadzona przez gang, który koniecznie musi dostać się do domu na Przeklętym Wzgórzu. Na miejscu bandyci spotykają jeszcze trzy osoby. Tymczasem dom zabezpiecza wszystkie wyjścia ewakuacyjne...